# Sebečevo
Sebečevo (Servisch cyrillisch Себечево) is een plaats in de Servische gemeente Novi Pazar. De plaats telt 897 inwoners (2002).